# Nuria Sureda Carrión
Nuria Sureda Carrión (n. 13 de enero de 1926 en Palma de Mallorca – falleció el 4 de julio de 1998) fue una historiadora española especializada en Tartessos, a través de las fuentes greco-latinas y epigráficas.

## Biografía
Hija de Josep Sureda i Blanes (director en 1912 del laboratorio de química general de la Residencia de Estudiantes de la Junta para la Ampliación de Estudios). Presentó su tesis doctoral a fines de los 70, que publicó con el título Las fuentes sobre Tartessos y su relación con el sureste peninsular (Murcia, 1979), en la que defendía que Tartessos estaba en la zona de Cartagena, apoyándose en la interpretación de los textos clásicos desde Heródoto, Estrabón, Plinio el Viejo, Polibio, Avieno y otros.
Los fundamentos de sus teorías están en que los iberos y tartésicos son de  origen autóctono, diferenciándolos de los fenicios claramente, y en sus estudios critica la lectura tradicional de algunos topónimos citados por las fuentes greco-latinas y propone una identificación alternativa de algunos topónimos con puntos geográficos actuales, como Ebro-Júcar o las Columnas de Hércules, siguiendo a Pedro Bosch o Jérôme Carcopino.  Casada con Joaquín Cerdá Ruiz-Funes, catedrático de Historia del Derecho de la Universidad de Murcia, con el que tuvo 4 hijos.

## Obras
- Sureda Carrión, Nuria (1971) Tartessos y el tesoro de Villena, en Murgetana n.XXXVI, Acad. Alfonso X el Sabio, CSIC, Murcia, 1971.[4]
- Sureda Carrión, Nuria (1972) Tartessos visto por Bosch Gimpera. Sucesores de Nogues.
- Sureda Carrión, Nuria (1968) Hipótesis sobre Tarschisch: esquemas para investigadores.
- Sureda Carrión, Nuria (1979) Las fuentes sobre Tartessos y su relación con el sureste peninsular, Murcia, 1979.
- Sureda Carrión, Nuria (1988) La monarquía en la Historia Antigua de “Iberia”.
- Sureda Carrión, Nuria (1992) Atlántida y otros artículos. Historia y Vida.
- Sureda Carrión, Nuria (1983) La edad oscura de nuestra historia y las relaciones marítimas en Estudis Balearics, 8.
- Sureda Carrión, Nuria (1988) Problemas sobre el comercio y la guerra según las fuentes escritas y la Arqueología en Navies and Commerce of the Greeks, the Carthaginians and the Etruscans in the Tyrrhenian Sea. Proceedings of the European Symposium Ravello, January 1987, ed. T. Hackens, 1988.
- Sureda Carrión, Nuria (1988) Sugerencias para una metodología etnográfica en el campo de la península ibérica en II Congreso Mundial Vasco (Vitoria, 1987) en  Murgetana, ISSN 0213-0939, N.º. 76, 1988, págs. 53-62.
- Sureda Carrión, Nuria (1997) El puerto de Cartagena en la imagen de "Iberia" en la Antigüedad en Murgetana, ISSN 0213-0939, N.º. 94, 1997, págs. 27-41.
- Sureda Carrión, Nuria (1992) La monarquía en la historia antigua de "Iberia" en Murgetana, ISSN 0213-0939, N.º. 84, 1992, págs. 61-79.
- Sureda Carrión, Nuria (1989) Aproximación a la protohistoria de Murcia en Murgetana, ISSN 0213-0939, N.º. 79, 1989, págs. 5-22.
- Sureda Carrión, Nuria (1988) Sugerencias para una metodología etnográfica en el campo de la península ibérica en Zainak. Cuadernos de Antropología-Etnografía, ISSN 1137-439X, N.º. 6, 1988 (Ejemplar dedicado a: Antropología cultural), págs. 105-116.
- Sureda Carrión, Nuria (1983) La rebelión de las libélulas en Monteagudo: Revista de literatura española, hispanoamericana y teoría de la literatura, ISSN 0580-6712, N.º 82, 1983, págs. 41-48.
- Sureda Carrión, Nuria (1978) El río Ebro y los íberos en las fuentes antiguas en Ampurias: revista de arqueología, prehistoria y etnografía, ISSN 0212-0909, N.º. 38-40, 1976-1978 (Ejemplar dedicado a: Simposi Internacional Els Origens del món ibèric), págs. 567-576.
- Sureda Carrión, Nuria (1979) Las fuentes sobre Tartessos y su relación con el sureste peninsular. Universidad de Murcia, 1979. ISBN 84-600-1498-3.
- Sureda Carrión, Núria (1985). Un trabajo difícil para los antropólogos: el estudio de las mentalidades. En: Actas del 2º Congreso de Antropología, P.100-102.

## Colaboraciones en obras colectivas
- Sureda Carrión, Nuria (1997) El ocaso del poder tartésico en el territorio de Martia- Tarseion en XXIV Congreso Nacional de Arqueología : [celebrado en ] Cartagena, 1997, Vol. 3, 1999, ISBN 84-88570-24-4, págs. 57-64.
- Sureda Carrión, Nuria (1983) La crítica textual y las Islas Afortunadas en Actas del II Congreso Iberoamericano de Antropología (1983), 1985, págs. 573-584.
- Sureda Carrión, Nuria (1983) El antiguo océano y las columnas de Heracles en Estudios en homenaje a Don Claudio Sánchez Albornoz en sus 90 años, Vol. 1, 1983, págs. 15-28.
- Sureda Carrión, Nuria (1977) El Herma "Taenia" en la Ora Maritima: ¿Cinta o escollo? En Crónica del XIV Congreso Arqueológico Nacional, 1977, ISBN 84-400-2702-8, págs. 785-794.
- Sureda Carrión, Nuria (1978) El río Ebro y los íberos en las fuentes antiguas en Simposi Internacional Els Orígens del Món Ibèric (Barcelona-Empúries, 1977) edd. E. Ripoll Perelló, M. Llongueras Campañà y E. Sanmartí Grego, Ampurias, 38-40, 1976-1978, pp. 567-576.